# Брама (порода курей)
Брама (англ. brahma, походить від назви річки Брахмапутра) — це широко відома порода курей, виведена в Сполучених Штатах з дуже великих птахів, імпортованих з китайського порту Шанхай. Брама була головною м'ясною породою в США з 1850-х років до приблизно 1930-х років.

## Історія
Існує значна суперечка з приводу походження брами. Схоже, в Сполучених Штатах вивелись птахи, імпортовані з китайського порту Шанхай, які були відомі як "Шанхайські" птахи. Обмежене перехрещення з курми з Читтагону, що в Бангладеш, швидше за все, дало брамі відмінні характерні форми голови та гороховидної гребінки, яка відрізняє її від кохіна (інша порода, що походить від "шанхайських" птахів ).

## Опис
Існує кілька різновидів брами, що розрізняються між собою зовнішніми особливостями і напрямком використання (крім відмінних м'ясних якостей, деякі представники породи вирощуються як декоративні і навіть бійцівські). Ділять брам також по забарвленню. Цей критерій дозволяє виділити як мінімум чотири окремі лінії. Однак американці, які вважаються чи не найбільш затятими шанувальниками породи, вважають за краще розводити браму куропатчату. Всі брами, незалежно від забарвлення, — це масивні, великі і красиві кури з щільним оперенням і гордою поставою.
Дійсно, порода брама, як і багато інших найбільш вдалі породи курей, зобов'язана своїм походженням китайцям і індусам. Однак остаточний вид сучасної породі дали все ж американські селекціонери, додавши до вихідного матеріалу азійської мохноногої курки кров кохінхіну, Читтагонгу та бійцівської малайської курки.
Голова пропорційна до тіла, вуха невеликі, витягнутої форми. Гребінь маленький, проте густий і м'ясистий, трьохрядний. Зубці виражені не чітко, гребінь за формою схожий на стручок гороху. Дзьоб короткий, яскраво-жовтого кольору. Очі глибоко посаджені, закриті під нависаючими бровами, тому складається враження ніби погляд похмурий. Шия середніх розмірів, граційно вигнута, з характерною складкою спереду. У півнів шия вкрита густим оперенням, схожим на гриву лева. Груди широкі, з високою посадкою, виступають вперед. Крила великі і сильні, заокругленої форми. Хвіст пишний і короткий.

### Різновиди породи
Сьогодні розводять такі види курей Брама, які розрізняються за забарвленням оперення:
- Брама куріпчата;
- Брама палева;
- Брама світла(колумбійська);
- Брама темна.
- Брама полосата
- Брама мармурова
- Брама лаванда
- Брама ізабелла
- Брама порцелянова або фарфорова
- Брама криль
- Брама біла
- Брама чорна
- Брама блакитна
- Брама біло-блакитна(Колумбійська)
- Брама лимон
- Брама БСО
- Брама срібна
- Брама біле золото
- Брама чорне золото

Найчастіше птахівники віддають перевагу світлій та темній .

### Характер
Масивні розміри брами визначають її характер. Підвищена активність цій породі не характерні: як півень, так і курка зазвичай неквапливі і поважні, ніби сповнені почуття важливості і усвідомлення власної привабливості. Незважаючи на те що в жилах брами тече кров бійцівських півнів, агресивності своїх предків порода не успадкувала. Брами досить доброзичливі, легко йдуть на контакт і приручаються, завдяки чому в якості паралельного напрямки їх використання в першу чергу слід назвати декоративне.

## Продуктивність
При вазі тіла в 3 кг курка може принести 100-120 яєць в рік. Середня вага кожного яйця становить 50-65 г. Яйцекладку кури брама починають в 9-місячному віці. Зниження продуктивності в зимовий період незначне. Зменшення рівня несучості відбувається, коли курка досягає дворічного віку.